# Вист, Михаэль
Михаэ́ль Вист (нем. Michael Wiest) — немецкий кёрлингист.

## Достижения
- Чемпионат Германии по кёрлингу среди юниоров: золото (2014), бронза (2016).

## Команды
| Сезон                                          | Четвёртый       | Третий            | Второй            | Первый           | Запасной                              | Турниры              |
| ---------------------------------------------- | --------------- | ----------------- | ----------------- | ---------------- | ------------------------------------- | -------------------- |
| 2014                                           | Марк Мускатевиц | Даниэль Ротбаллер | Michael Holzinger | Михаэль Вист     | Sebastian Oswald тренер: Катя Вайссер | ПЕЮ 2014 (5 место)   |
| 2014                                           | Марк Мускатевиц | Даниэль Ротбаллер | Михаэль Вист      | Sebastian Oswald |                                       | ЧГЮ 2014             |
| 2015                                           | Марк Мускатевиц | Даниэль Ротбаллер | Михаэль Вист      | Sebastian Oswald | Merlin Litke тренер: Томас Липс       | ПЕЮ 2015 (5 место)   |
| 2015                                           | Willy Eitel     | Sebastian Oswald  | Marcel Schlicke   | Михаэль Вист     | Магнус Сутор                          | ЧГЮ 2015 (4 место)   |
| 2016                                           | Михаэль Вист    | Джошуа Сутор      | Björn Sinz        | Sebastian Oswald | Marcel Schlicke                       | ЧГЮ 2016             |
| Кёрлинг среди смешанных команд (mixed curling) |                 |                   |                   |                  |                                       |                      |
| 2017                                           | Райнер Шёпп     | Андреа Шёпп       | Лиза Рух          | Михаэль Вист     | тренер: Адольф Гейзельхарт            | ЧМСК 2017 (25 место) |

(скипы выделены полужирным шрифтом)